# Pedrosillo de Alba
Pedrosillo de Alba es un municipio y localidad española de la provincia de Salamanca, en la comunidad autónoma de Castilla y León. Se integra dentro de la comarca de la Tierra de Alba. Pertenece al partido judicial de Salamanca y a la mancomunidad Rutas de Alba y Tierras del Tormes.
El municipio está formado por la localidad de Turra de Alba, además de Pedrosillo. El término municipal ocupa una superficie de 19,26 km².

## Geografía

### Río Gamo
El río Gamo nace en el abulense puerto de Villatoro; recorre su término municipal de este a oeste. Discurre a un kilómetro al norte del casco urbano del pueblo. El río ha ido marcando su recorrido de manera que deja en su margen derecha las estribaciones de los pequeñas lomas que dominan los pueblos y asentamientos humanos de su valle: Gajates, Galleguillos, Pedrosillo de Alba, Membribe de la Sierra, La Lurda y Garcihernández.

## Historia
Su fundación se remonta a la repoblación efectuada por los reyes de León en la Edad Media, quedando integrado en el cuarto de Cantalberque de la jurisdicción de Alba de Tormes, dentro del Reino de León, denominándose entonces Peidrosielo. Perteneció al Cuarto del Río Almar, ya que la jurisdicción de Alba de Tormes se dividió en cuatro partes durante la repoblación. Esta región sufrió el saqueo castellano en 1196 y el rey Alfonso IX favoreció su recuperación, de ahí que sean estas fechas las que se consideran para datar el inicio de la construcción de la iglesia de San Pedro. Con la creación de las actuales provincias en 1833, Pedrosillo de Alba quedó encuadrado en la provincia de Salamanca, dentro de la Región de León, formando parte del partido judicial de Alba de Tormes hasta la desaparición de éste y su integración en el de Salamanca.

## Demografía
Cuenta con una población de 124 habitantes (INE 2024).
| Gráfica de evolución demográfica de Pedrosillo de Alba entre 1842 y 2021                                            |
| |
| Población de derecho según los censos de población del INE Población de hecho según los censos de población del INE |

El fenómeno emigratorio de mediados del siglo XX que se produce en el medio rural español, se refleja fuertemente en la partida de pedrosillanos que toman, esencialmente, como destino Salamanca, País Vasco y Madrid. También marchan a Suiza y Alemania en los años 1960. Antes de estas dos oleadas de emigración, a comienzos del siglo XX fue notable también la que tuvo como destino América. Pedrosillanos, junto con gentes de los pueblos vecinos de Alaraz y Santiago de la Puebla marcharon a los Estados Unidos a trabajar a California o en la industria siderúrgica de Youngstown (Ohio).

### Núcleos de población
El municipio se divide en dos núcleos de población: Pedrosillo de Alba y Turra de Alba, que poseían la siguiente población en 2024 según el INE.
| Núcleo de población | Población |
| ------------------- | --------- |
| Pedrosillo de Alba  | 115       |
| Turra de Alba       | 9         |

## Símbolos

### Escudo
El escudo heráldico que representa al municipio fue aprobado con el siguiente blasón:

«Escudo partido. Primero, de azur con dos llaves puestas en aspa, una de oro y la otra de plata, y bajo ellas una dos bordones de peregrino, de plata, puestos en aspa, y brochante sobre ellas una venera de lo mismo. Segundo, de oro con una encina arrancada, de sinople. Mantelado en jefe de gules con una corona ducal abierta, de oro. Timbrado de la Corona Real Española»

## Administración y política

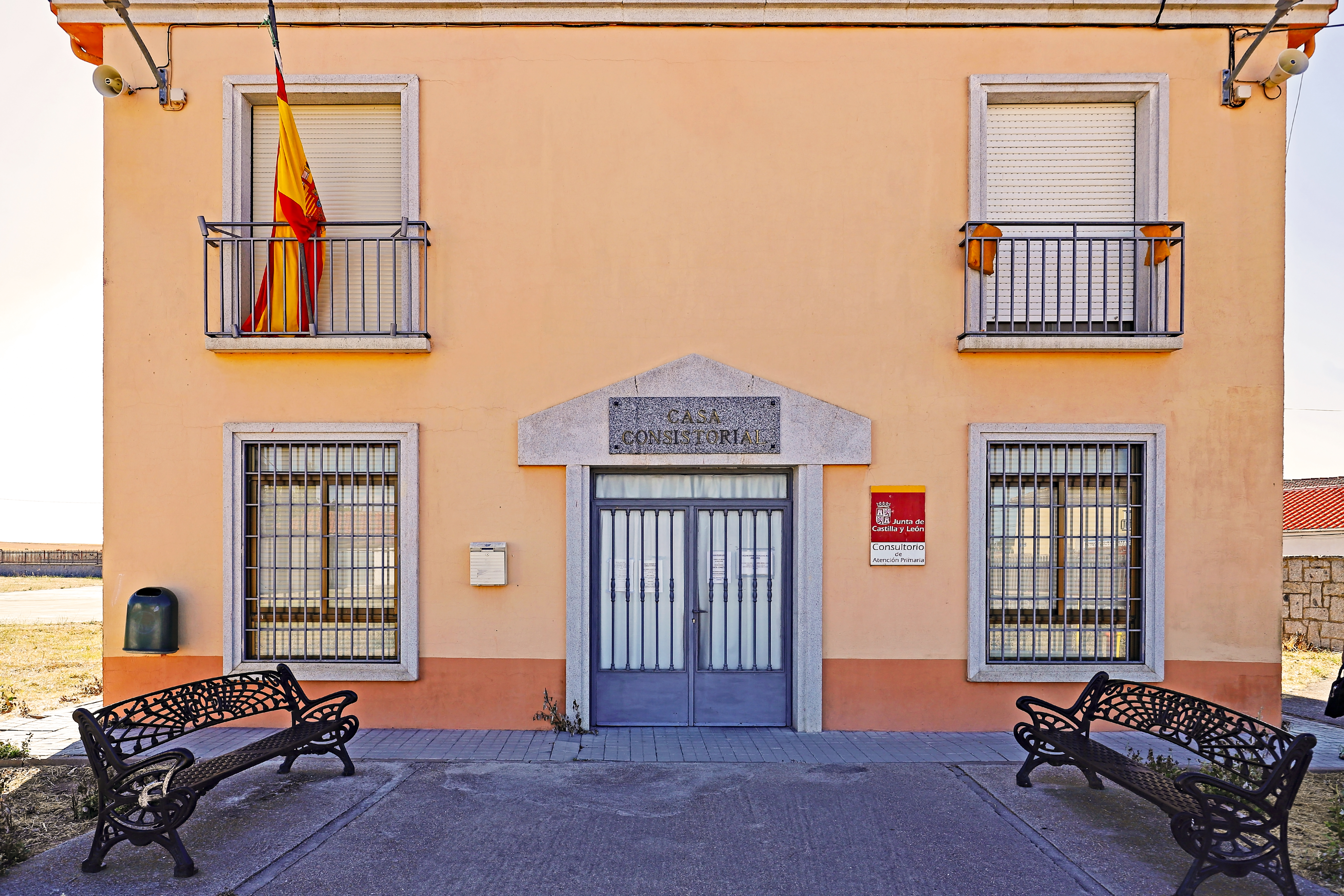
Casa consistorial

Se votan en la casa consistorial de Pedrosillo de Alba.
En 2019, Manuel Hernández Bonilla (PSOE) ganó con 46 votos a favor y 3 concejales. En 2023, Joaquín Gómez Rodríguez (PP) ganó con 51 votos a favor.
| Año  | Alcalde                    | Partido |
| ---- | -------------------------- | ------- |
| 2003 | Joaquín López Díaz         | PSOE    |
| 2007 | José Luis Blanco Fomperosa | SI      |
| 2011 | José Luis Blanco Fomperosa | SI      |
| 2015 | Manuel Hernández Bonilla   | PP      |
| 2019 | Manuel Hernández Bonilla   | PSOE    |
| 2023 | Joaquín Gómez Rodríguez    | PP      |

| Partido político                                        | 2019  | 2019  | 2019       | 2015  | 2015  | 2015       | 2011  | 2011  | 2011       | 2007  | 2007  | 2007       | 2003  | 2003  | 2003       |
| Partido político                                        | %     | Votos | Concejales | %     | Votos | Concejales | %     | Votos | Concejales | %     | Votos | Concejales | %     | Votos | Concejales |
| Partido Popular (PP)                                    | 47,42 | 46    | 3          | 53,98 | 61    | 3          | 39,72 | 56    | 2          | 29,52 | 49    | 1          | 39,30 | 79    | 1          |
| Partido Socialista Obrero Español (PSOE)                | 41,24 | 40    | 2          | 38,94 | 44    | 2          | 1,42  | 2     | 0          | 5,42  | 9     | 0          | 56,72 | 114   | 4          |
| Ciudadanos (CS)                                         | —     | —     | —          | 20,35 | 23    | 0          | —     | —     | —          | —     | —     | —          | —     | —     | —          |
| Coalición SI por Salamanca (SI)                         | —     | —     | —          | —     | —     | —          | 53,19 | 75    | 3          | —     | —     | —          | —     | —     | —          |
| Candidatura Independiente por Pedrosillo de Alba (CIPA) | —     | —     | —          | —     | —     | —          | —     | —     | —          | 39,76 | 66    | 3          | —     | —     | —          |
| Unidad Regionalista de Castilla y León (URCL)           | —     | —     | —          | —     | —     | —          | —     | —     | —          | 34,34 | 57    | 1          | —     | —     | —          |
| Unión del Pueblo Salmantino (UPSa)                      | —     | —     | —          | —     | —     | —          | —     | —     | —          | 1,20  | 2     | 0          | 2,99  | 6     | 0          |

## Cultura

### Patrimonio
Iglesia de San Pedro Apóstol

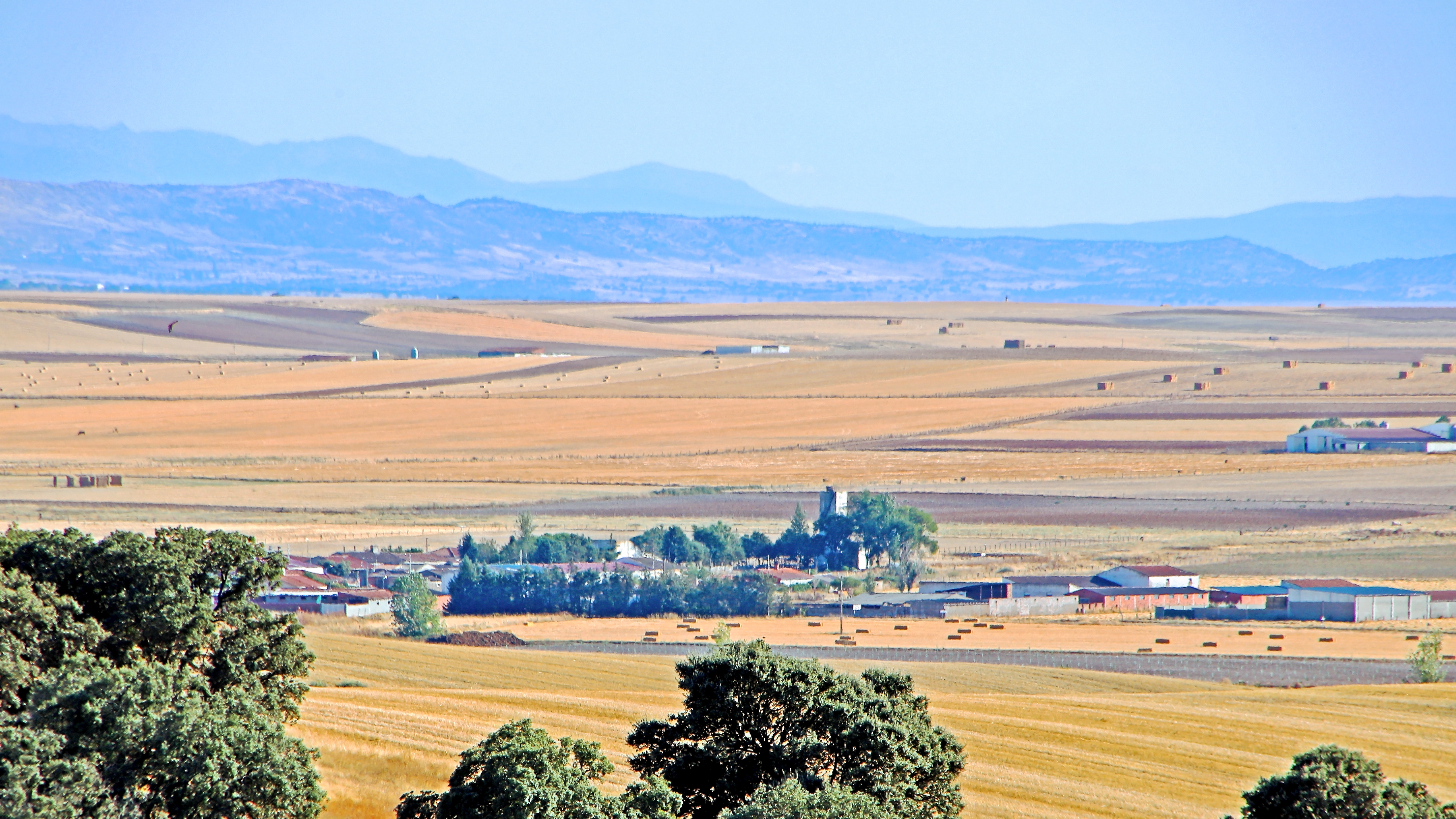
Panorámica

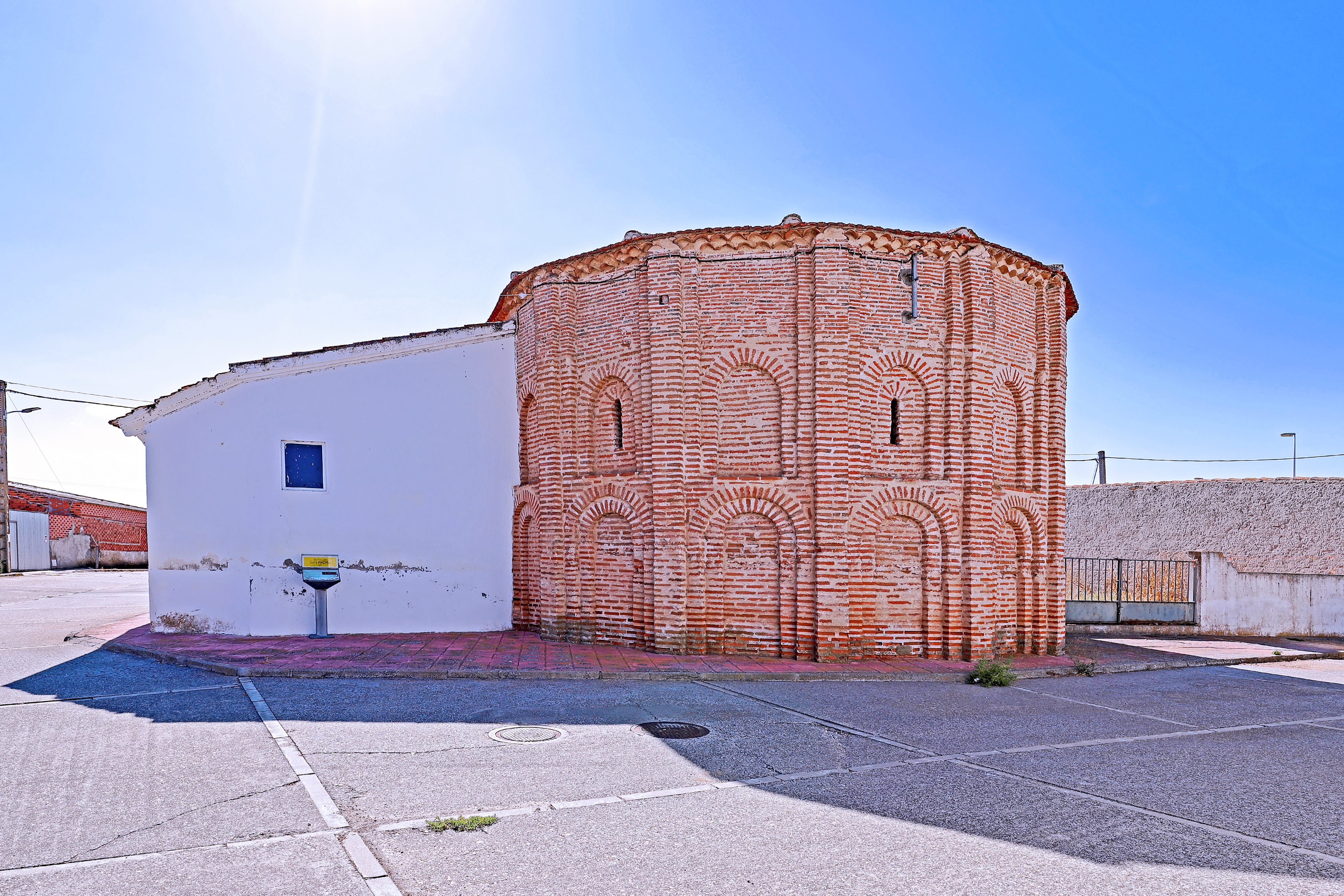
Ábside mudéjar de la iglesia parroquial de San Pedro

Construida originalmente en estilo románico-mudéjar, también conocido como románico de ladrillo, de la primitiva construcción se conserva su ábside, que data del siglo XIII. El exterior de este ábside se configura en dos cuerpos de siete paños separados por estribos. El resto de la iglesia se remodeló en el siglo XVI, cambiándose las bóvedas por una cubierta de madera, sencilla, a dos aguas. La construcción de la iglesia está rematada en su parte exterior por una espadaña de ladrillo del siglo XVIII, con sendas campanas datadas en 1752 y 1925. En el interior de la iglesia destaca la pila bautismal, que data del siglo XII.

### Fiestas
| Día          | Fiesta    |
| ------------ | --------- |
| 9 de junio   | San Pedro |
| 31 de agosto | San Ramón |